# Petersson
Petersson ist ein Familienname.

## Herkunft und Bedeutung
Der Name ist ein patronymisch gebildeter Familienname und bedeutet Sohn des Peter.

## Namensträger
- Alexander Petersson (* 1980), isländischer Handballspieler
- Alf Petersson (1933–2024), schwedischer Leichtathlet
- André Petersson (* 1990), schwedischer Eishockeyspieler
- Clara Petersson Bergsten (* 2002), schwedische Handballspielerin
- Friedrich Gustav von Petersson (1766–1809), im schwedischen Heer dienender Stabsleutnant der Artillerie
- Hans Petersson (1902–1984), deutscher Mathematiker
- Håvard Petersson (* 1984), norwegischer Curler
- Harald G. Petersson  (1904–1977),  deutsch-schwedischer Drehbuchautor
- Henrik Petersson (* 1973), schwedischer Mathematiker, Mathematiklehrer und Schriftsteller
- Herbert Petersson (1881–1927), schwedischer Sprachwissenschaftler
- Holger P. Petersson (* 1939), deutscher Mathematiker
- Ingo Petersson (1924–2015), deutscher Schriftsteller, Mitglied der Waffen-SS, siehe Frithjof Elmo Porsch
- Jessica Draskau-Petersson (* 1977), dänische Triathletin
- Johan Petersson (* 1973), schwedischer Handballspieler
- Jörn Petersson (* 1936), deutscher Physiker
- Julie Tavlo Petersson (* 1989), dänische Fußballspielerin
- Karin Petersson (* 1975), schwedische Journalistin
- Karl Petersson (1879–1950), deutscher Politiker (SPD)
- Lars G. Petersson (* 1951), schwedischer Menschenrechtsaktivist, Blogger und Buchautor
- Magnus Petersson (* 1975), schwedischer Bogenschütze
- Marinda Petersson (* 1995), schwedische Leichtathletin
- Niels P. Petersson (* 1968), deutscher Historiker
- Petra Petersson (* 1966), schwedische Architektin und Hochschullehrerin
- Rudolf Petersson (1896–1970), schwedischer Comiczeichner
- Thomas Petersson (Schauspieler) (* 1962) schwedischer Schauspieler und Komiker
- Thomas Petersson (Bischof) (* 1968), schwedischer lutherischer Bischof
- Torkel Petersson (* 1969), schwedischer Schauspieler
- Wictor Petersson (* 1998), schwedischer Leichtathlet
- William Petersson (1895–1965), schwedischer Leichtathlet